# Jazze Pha
Phalon Anton Alexander, född 1974, mer känd som Jazze Pha, är en amerikansk sångare, rappare, låtskrivare och producent. Han har samarbetat med artister som Ciara, Nelly, Ludacris, T.I., U.G.K., Lil Wayne, Nate Dogg, Trick Daddy, Petey Pablo, Big Boi, Girlicious och Eightball & MJG.
Phalon Alexander är son till James Alexander, basist i funk- och soulbandet The Bar-Kays.

## Diskografi (urval)
Album
- 2006 - Happy Hour

Singlar
- 2001 - We Still / Playboy
- 2005 - Happy Hour